# فرودگاه بیزیرس کپ داگد
فرودگاه بیزیرس کپ داگد (به انگلیسی: Béziers Cap d'Agde Airport) (به زبان بومی: Aéroport Béziers Cap d'Agde) یک فرودگاه همگانی با کد یاتا BZR است که یک باند فرود آسفالت دارد و طول باند آن ۲۰۰۰ متر است. این فرودگاه در شهر بزیه کشور فرانسه قرار دارد و در ارتفاع ۱۷ متری از سطح دریا واقع شده‌است.

## شرکت‌های هواپیمایی و مقصدهای پروازی
| شرکت‌های هواپیمایی | مقصدهای پروازی                                                                                |
| ----------------- | --------------------------------------------------------------------------------------------- |
| رایان‌ایر          | باووایس-تیلی، لوتن لندن فصلی: بریستول، ادینبرو، استانستد لندن، منچستر، استکهلم-اسکاوستا، ویزه |